# سورايا قاجار
سورايا سدرادين قيزي قاجار (بالأذرية: Sürəyya Qacar) - مغنية أذربيجانية - سوفيتي ميزو-سوبرانو، فنانة الشعب في جمهورية أذربيجان الاشتراكية السوفيتية (1954) و جمهورية أرمينيا الاشتراكية السوفيتية.

## حياتها
ولدت سورايا قاجار في 1 مايو عام 1910 في مدينة شوشا في عائلة أمير سدرادين ميرزى قاجار. النقيب الأمير سراد الدين ميرزا كاجار في الأسرة يصحح موقف الوسيط العالمي من الفرقة الأولى في مقاطعة جافانشير. في 1927 تخرجت من كلية باكو التربوية. من 1927 إلى 1939 كانت عازفة منفردة في مسرح أكاديمية دولة أذربيجان للأوبرا والباليه. منذ 1940 عمل عازفة في فيلهارموني أكاديمى لدولة أذربيجان ومنذ 1968 مدربة الصوت. منذ 1946 إلى 1957 - عازفة منفردة في فيلهارموني أكاديمى لدولة أرمنيا. كانت تمنح سورايا قاجار بجائزتين وسام شارة الشرف وبميداليات.
توفى سورايا قاجار في 1992.

## وصلات خارجية
https://www.youtube.com/watch?v=7cZec5NicI8